# Athyrium annae
Athyrium annae là một loài dương xỉ trong họ Athyriaceae. Loài này được Kornaś mô tả khoa học đầu tiên năm 1978.
Danh pháp khoa học của loài này chưa được làm sáng tỏ. 